# Velký dar
Velký dar (v anglickém originále Gifted) je americký dramatický film z roku 2017. Režie se ujal Marc Webb a scénáře Tom Flynn. Ve snímku hrají hlavní role Chris Evans, Mckenna Grace, Lindsay Duncan, Jenny Slate a Octavia Spencerová. Film měl premiéru 7. dubna 2017. V Česku premiéru neměl, ale na DVD ho Bontonfilm vydal 2. srpna 2017. Film získal pozitivní recenze od kritiků a vydělal přes 41 milionů dolarů.

## Obsazení
| Chris Evans      | Frank Adler      |
| Mckenna Grace    | Mary Adler       |
| Lindsay Duncan   | Evelyn Adler     |
| Jenny Slate      | Bonnie Stevenson |
| Octavia Spencer  | Roberta Taylor   |
| Glenn Plummer    | Greg Cullen      |
| John Finn        | Aubrey Highsmith |
| Elizabeth Marvel | Gloria Davis     |
| Jona Xiao        | Lijuan           |
| Julie Ann Emery  | Pat Golding      |
| Keir O'Donnell   | Bradley Pollard  |

## Přijetí

### Tržby
Film vydělal 24,7 milionů dolarů v Severní Americe a 15,3 milionů dolarů v ostatních oblastech, celkově tak vydělal přes 40 milionů dolarů po celém světě. Rozpočet filmu činil 7 milionů dolarů. V Severní Americe byl oficiálně uveden 12. srpna 2017. Za první víkend docílil šesté nejvyšší návštěvnosti, kdy vydělal 3,1 milionů dolarů.

### Recenze
Film získal pozitivní recenze od kritiků. Na recenzní stránce Rotten Tomatoes získal ze 155 započtených recenzí 72 procent s průměrným ratingem 64 bodů z deseti. Na serveru Metacritic snímek získal z 33 recenzí 60b bodů ze sta. Na Česko-Slovenské filmové databázi snímek získal 81%. Na stránce CinemaScore získal známku za 1, na škále 1+ až 5.

## Nominace a ocenění
| Ocenění                              | Datum ceremoniálu | Kategorie                                             | Nominovaná      | Výsledek  |
| ------------------------------------ | ----------------- | ----------------------------------------------------- | --------------- | --------- |
| Critics' Choice Movie Awards         | 11. ledna 2018    | Nejlepší mladá herečka/mladý herec                    | Mckenna Grace   | nominace  |
| Casting Society of America           |                   | Nejlepší casting: studiový nebo nezávislý film: drama | Velký dar       | nominace  |
| Filmový festival Deauville           |                   | Cena poroty                                           | Marc Webb       | nominace  |
| Filmový festival Deauville           |                   | Cena publika                                          | Marc Webb       | vítězství |
| Heartland Film                       |                   | Opravdu smutný film                                   | Velký dar       | vítězství |
| NAACP Image Awards                   | 15. ledna 2018    | Nejlepší herečka v hlavní roli (film)                 | Octavia Spencer | vítězství |
| Online Film & Television Association |                   | Nejlepší mladá herečka/mladý herec                    | Mckenna Grace   | nominace  |
| Phoenix Film Critics Society         | 19. prosince 2017 | Objev roku                                            | Mckenna Grace   | vítězství |
| Phoenix Film Critics Society         | 19. prosince 2017 | Nejlepší mladá herečka/mladý herec                    | Mckenna Grace   | vítězství |
| Phoenix Film Critics Society         | 19. prosince 2017 | Nejvíce přehlížený film                               | Velký dar       | vítězství |
| Teen Choice Awards                   | 13. srpna 2017    | Nejlepší dramatický film                              | Velký dar       | nominace  |
| Teen Choice Awards                   | 13. srpna 2017    | Nejlepší herec v dramatickém filmu                    | Chris Evans     | nominace  |
| Women Film Critics Circle Awards     | 17. prosince 2017 | Nejlepší mladá herečka/mladý herec                    | Mckenna Grace   | nominace  |